# شبق

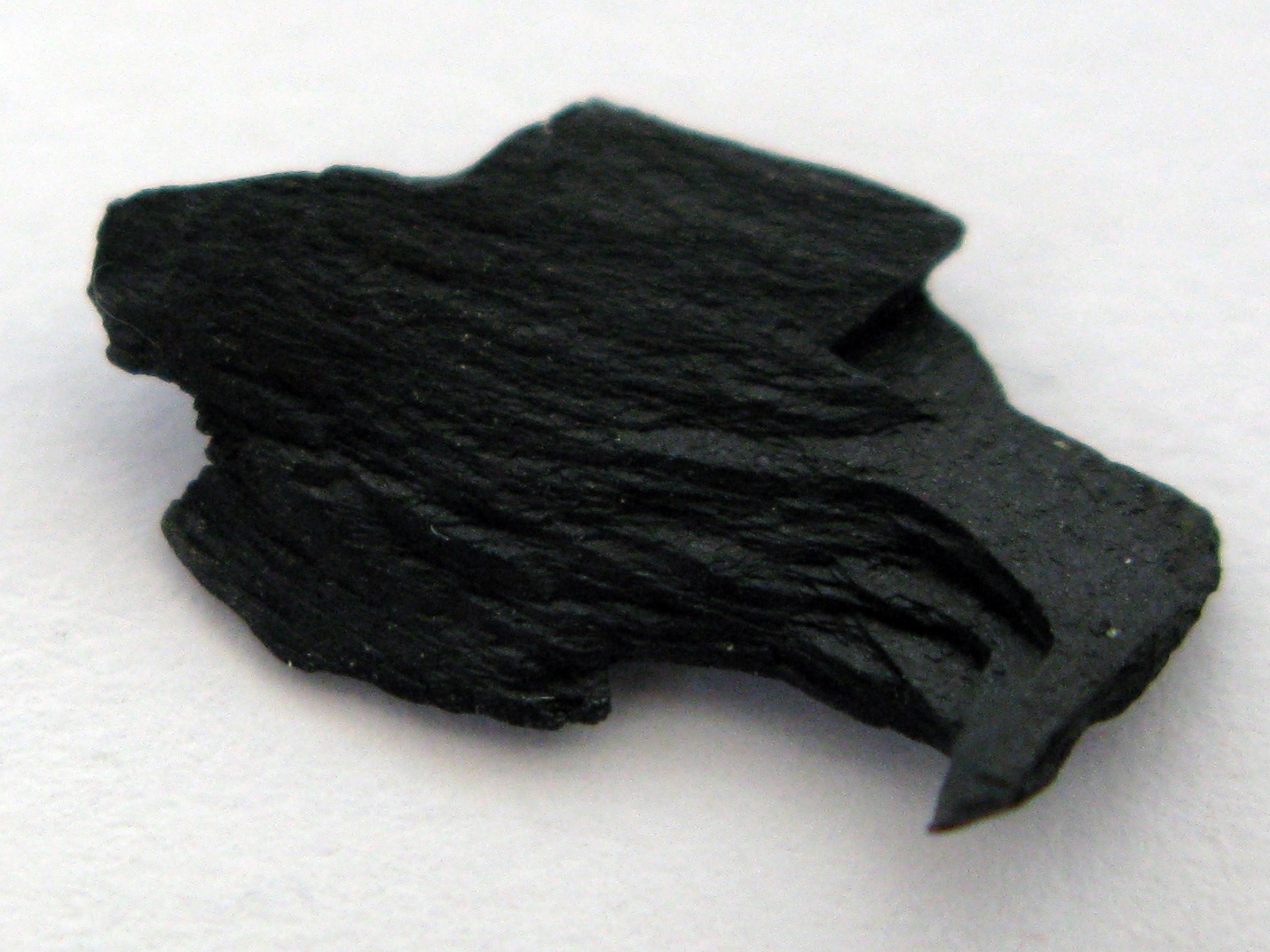
یک تکه شَبَق

شَبَق معرب شپک پارسی نوعی زغال و پیش ماده‌ای برای زغال‌سنگ است و جزو سنگ نیمه‌قیمتی به‌شمار می‌رود. شَبَق در اصل یک کانی نیست بلکه کانی‌وار (Mineraloid) است زیرا این سنگ خاستگاهی زیستی دارد. شَبَق از چوب‌های پوسیده‌ای که تحت فشار بسیار شدید بوده‌اند پدید آمده‌است.
شَبَق یا سیاه است یا قهوه‌ای تیره، اما ممکن است حاوی اجزاء پیریت باشد که از رنگ برنج و جلای فلزی است. صفت جت سیاه به معنی تیرگی سیاهی تا حداکثر ممکن از این مواد مشتق می‌شود.

## ریشه‌شناسی
واژهٔ «شَبَق» از «شَبَه» در فارسی کهن به زبان عربی (به دیسهٔ «شَبَج») راه یافته و سپس به فارسی برگشته‌است واژه مذکور بایستی از ریشهٔ واژه «شب» در زبان پارسی باشد که از ریشهٔ پیش-هندو-اروپایی -k(ʷ)sep*به معنای «شب» و «تاریکی» (क्षप् (kṣáp) در سنسکریت به معنای تاریکی و شب) است.
در زبان انگلیسی واژهٔ «جِت» (jet) یا «جِیِت» (jayet)، از کلمهٔ فرانسوی «ژه» (jais) از «ژِت» (jet) از فرانسوی کهن «ژایت» (jayet) از لاتین «گاگاتِس» (gagates) از یونانی باستانی «گاگاتِیْس» (Γαγάτης /Gagátēs) برای مواد مشابه مشتق شده که از نام شهر گاگاس (Γάγας/Gágas) در لوکیا که شهری در کنار رودخانه بوده (Jet)؛ برگرفته شده‌است.

## خاستگاه

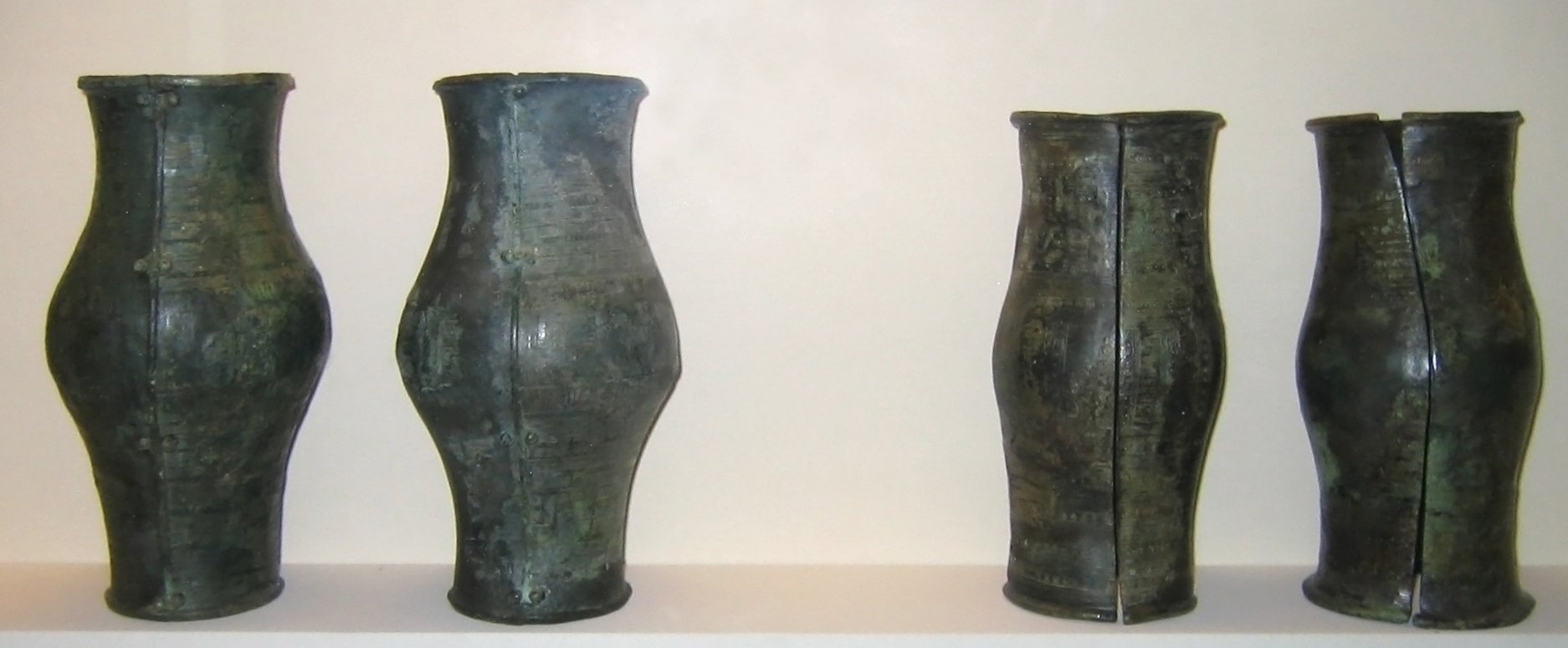
بازوبندهای تمدن هال اشتات از برنز و شبق ساخته شده‌است، در Magdalenenberg از زمین بیرون آورده شد.

شبق محصول تجزیهٔ فشار بالای چوب از میلیون‌ها سال قبل، عموماً چوب درختان از خانوادهٔ کاج مطبق(Araucariaceae)، می‌باشد. جت یا شبق به دو صورت سخت یا نرم یافت می‌شود. نوع سخت حاصل تراکم کربن و آب نمک است؛ نوع نرم حاصل تراکم کربن و آب شیرین می‌باشد. شبق یافت شده در شهر ویتبای، در انگلستان، متعلق به دوران اولیه ژوراسیک (Toarcian)، حدود ۱۸۲ سال قدمت دارد. شبق ویتبای چوب فسیل شدهٔ گونه‌های مشابه به بقایای کاج شیلی یا درخت معمای میمون (Araucaria araucana) می‌باشد.

## تاریخ

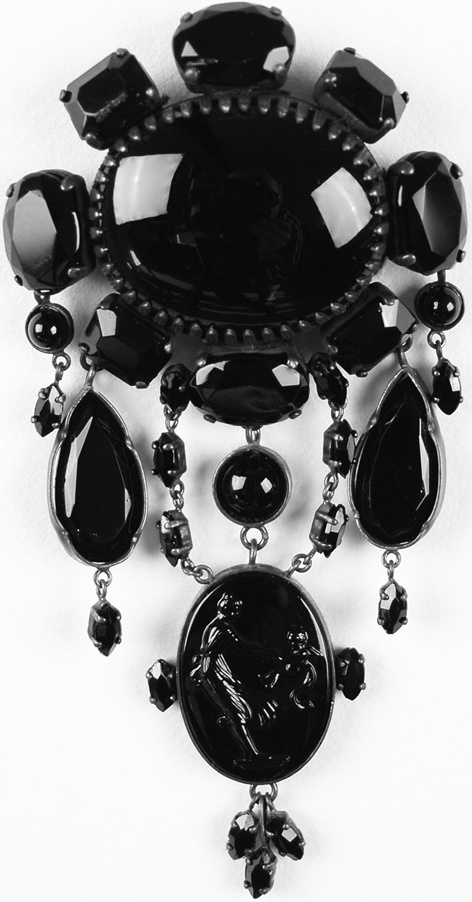
جواهر سوگواری: یک گل سینه شبق از سدهٔ نوزدهم.

### در ایران
در ادبیات فارسی از شبق بسیار یاد شده‌است؛ این واژه به دیسه‌های: «شَبَه» یا «شَبِه» یا «شَوَهْ» که معربش «سَبَج» است در ادب فارسی دیده شده‌است. نویسنده برهان قاطع درباره‌اش این چنین می‌گوید:
سنگی باشد سیاه و براق و در نرمی و سبکی همچو کاه ربا است و آن دو بابت می‌شود یکی آن است که از دشت  قبچاق آورند و آن آبی است که به مرور ایام بسته می‌شود و دیگری کانی باشد که از گیلان آورند. طبیعت آن سرد و خشک است. گویند هر که با خود دارد از چشم زخم و سوختن آتش ایمن گردد و اگر بر سر بیاویزند درد سر را ساکن سازد و اگر نور چشم کسی سفید باشد و در چشم او خیالها و چیزی مانند ابر پدید آید و چشم خیرگی کند، آیینه ای از آن سازند و پیش چشم بدارند، چشم راقوت تمام بخشد و آن مرض را زایل کند و منع نزول آب نیز از چشم کند و با میلی که از آن بسازند سرمه کشیدن یا همان میل را بی سرمه در چشم کشیدن روشنایی چشم را زیاد کند و قوت باصره دهد و چون او را در آتش نهند مانند هیزم بسوزد و بوی نفط (=نفت) کند.
شاعران و نویسندگان ایرانی پارسی‌گو دربارهٔ این سنگ سیه فام نوشته‌های فراوانی دارند که برای نمونه در سروده‌های فردوسی، مولوی، فرخی و نظامی این‌چنین آمده‌است:
| شبی چون شبه روی شسته به قیر       |  | نه بهرام پیدا نه کیوان نه تیر (فرودسی)  |
| به عوض شبه گوهر سرخ یابی          |  | ازو چون کند با تو بازارگانی (فرخی)      |
| کند چشمشان از شبه مهره بازی       |  | کند زلفشان برسمن مشکسایی (فرخی)         |
| زنخدانی چون سیم و برو از شبه خالی |  | دلم برد و مرا کرد ز اندیشه خیالی (فرخی) |
| شبه در عقد یاقوتی کشیده           |  | فرنگی زنگیی را سر بریده (نظامی)         |
| این صدفها نیست در یک مرتبه        |  | در یکی دُر است و در دیگر شبه (مولوی)     |

### در اروپا و بریتانیا
شبق در بریتانیا از زمان دورهٔ نوسنگی استفاده می‌شده‌است، اما اولین مادهٔ شناخته شده یک مدل متعلق به ۱۰٫۰۰۰ سال قبل از میلاد از کرم سنجاقک از بادن-وورتمبرگ آلمان می‌باشد. استفاده از شبق در بریتانیا در طول عصر برنز برای مهره‌های گردنبند ادامه داشت. در زمان عصر آهن شبق تا اوایل قرن سوم میلادی در بریتانیای روم از مد افتاد. پایان بریتانیای روم محبوبیت باستانی شبق را تا دورهٔ بعدی قرون وسطی، با وجود استفادهٔ انفرادی در آنگلوساکسون و عصر وایکینگ، پایان بخشید. شبق شاهد تجدید حیات عظیمی در طول دوران ویکتوریا بود.

### استفادهٔ روم
شبق ویتبای جنس محبوبی برای جواهرات، از قرن سوم به بعد، در بریتانیا بود. آن در حلقه‌ها، سنجاق مو، مهره، دستبند، النگو، گردنبند و آویز استفاده می‌شد؛ بسیاری از آن‌ها در موزهٔ یورک شایر قابل مشاهده می‌باشند. مجموعه‌ای از شبق در آن زمان به جای استخراج معادن بر پایهٔ موج خروشان بود. هیچ سند و مدرکی دال بر اینکه جت رومی در خود ویتبای کارکرد داشته‌است وجود ندارد بلکه آن به ابورکیوم (شهر یورک جدید) منتقل شده‌است که در آنجا اسناد و مدارک قابل توجهی دال بر ساخت جت یافت شده‌است.
در دورهٔ روم مشاهده می‌شد که شبق به عنوان مادهٔ جادویی، غالباً در طلسم و آویزه به دلیل کیفیت محافظتی مفروض آن و توانایی دفع چشم بد، مورد استفاده قرار می‌گرفت. پلاینی پیر اظهار می‌کند که «مشتعل کردن و افروختن شبق باعث رانده شدن مارها و تسلی اختناق رحم می‌شود. بخار آن مبادرت به نمایاندن تحریک بیماری ناتوان کننده یا حالتی از باکرگی می‌شود.» و توسط دیگر نویسندگان باستانی چون جالینوس و گالن اشاره شده‌است. شبق‌ها از Eboracum به تمام بریتانیای روم و اروپا صادر می‌شدند.

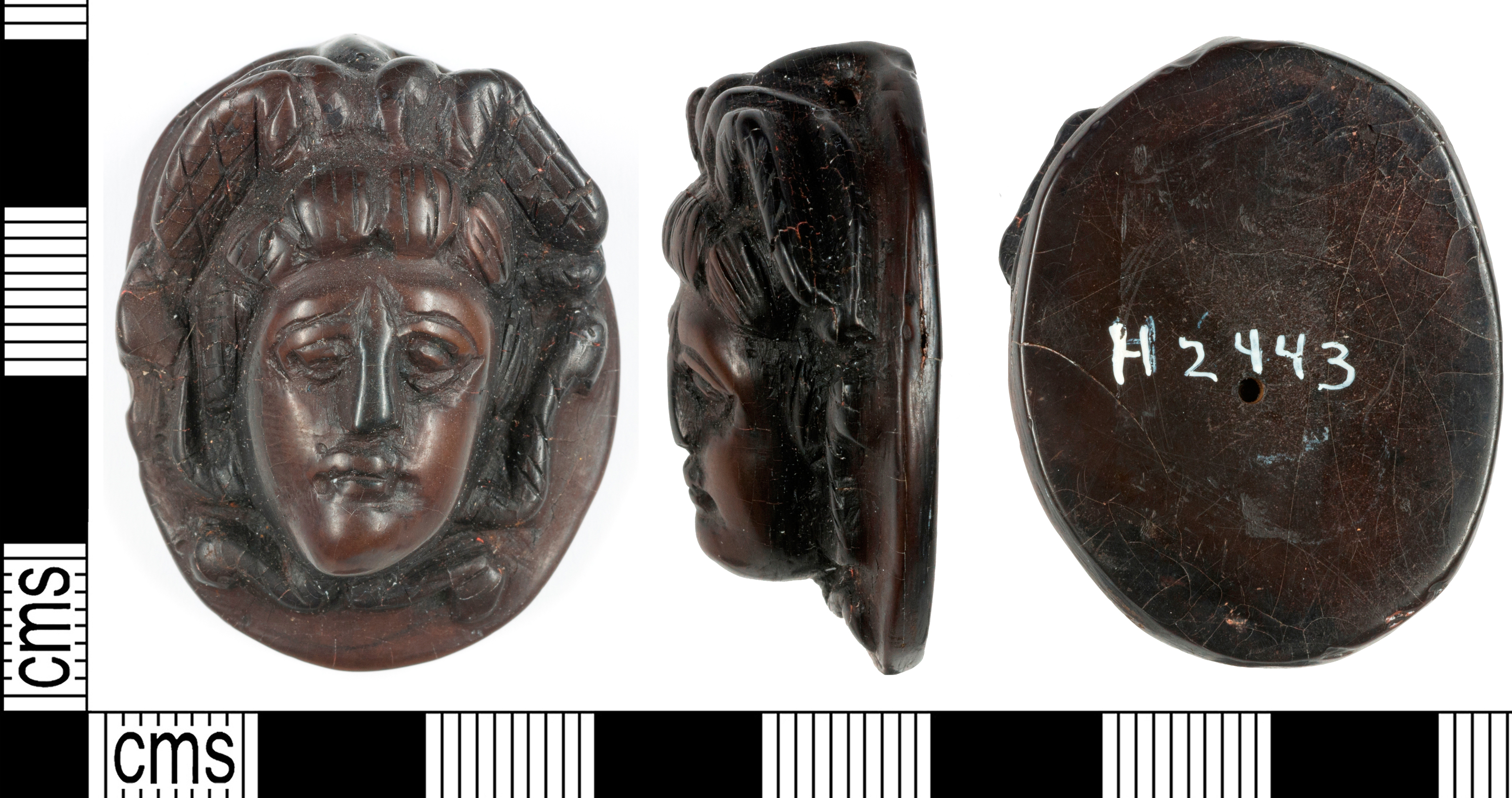
جت کامئو که تصویری از عجوزه مارموی را نشان می‌دهد.

اطراف راین برخی بازوبندهایی از آن زمان یافت شده‌است که شیارهایی پر شده از طلا دارند.

### استفادهٔ ویکتوریایی‌ها

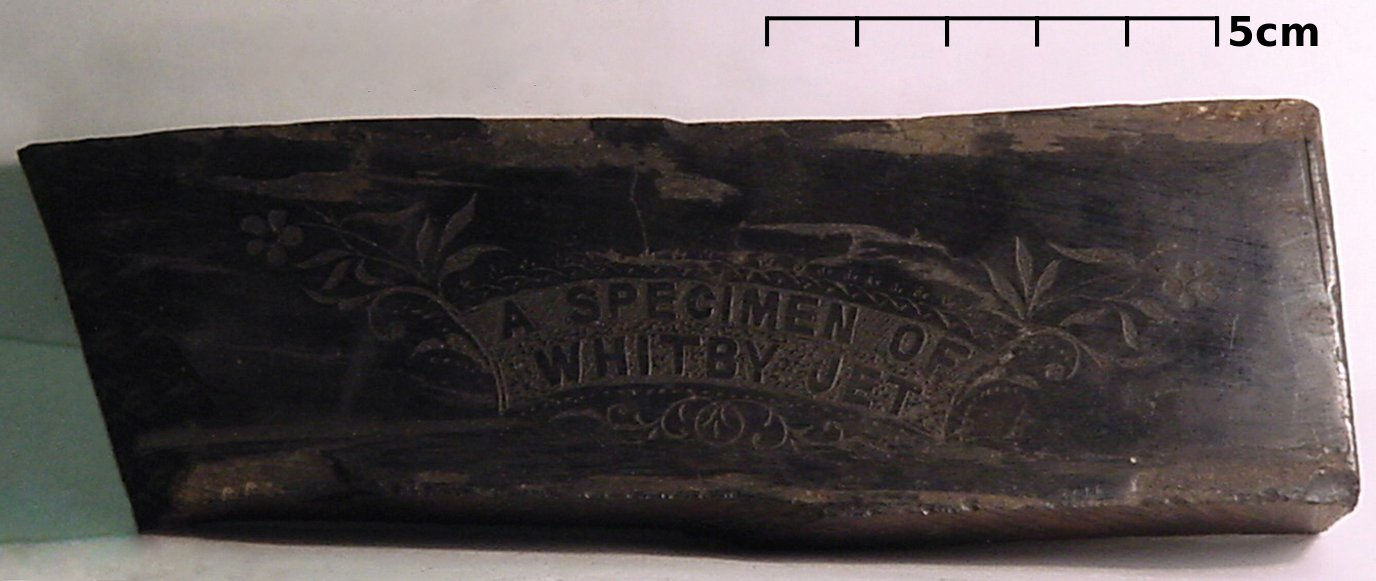
یک تکهٔ بزرگ از شبقی از Whitby

جت به عنوان سنگ جواهر در طول سلطنت ملکه ویکتوریا متداول بود، که در طی آن ملکه شبق ویتبای را به عنوان قسمتی از لباس سوگواری خود، سوگواری برای مرگ پرنس آلبرت، مورد استفاده قرار داد. جت به دلیل رنگ تیره و محزون و ظاهر سادهٔ آن در قرن ۱۹ با جواهرات سوگواری همراه، و آن به‌طور سنتی برای تسبیح راهبان به کار گرفته شد.
در برخی از طرح‌های جواهر آن دوره، جت با قطعات فولادی آمیخته شد.

### قرن بیستم
در ایالات متحده، گردنبند‌های درازی از مهره‌های شبق در طول زمان بیست خروشان رایج بود، زمانی که زنان و جوانان فلپر رشته‌های متعددی از مهره‌های شبق را از گردن به کمر می‌پوشیدند. در این گردنبند، شبق با استفاده از نخ کتان محکم ردیف می‌شد؛ گره‌های کوچک از هر دو طرف مهره‌ها زده می‌شد تا فاصلهٔ بین آن‌ها را مساوی نگه دارد، به همان روشی که گردنبندهای مروارید ساخته می‌شوند. همچنین جت به عنوان کهربای سیاه شناخته شده‌است، چرا که ممکن است یک بار الکتریکی شبیه به آنچه در زمان مالش کهربا القا می‌شود را تحریک کند.

## خواص
حکاکی بر روی جت بسیار آسان است، اما ایجاد جزئیات ریز بدون شکستن بسیار دشوار می‌باشد، بنابراین یک گوهرشناس ماهر نیاز است تا حجاری‌های استادانه انجام دهد. جت دارای میزان سختی موس ۲٫۵ تا ۴ و وزن مخصوص ۱٫۳۰ تا ۱٫۳۴ می‌باشد. ضریب شکست جت حدود ۱٫۶۶ است. لمس یک سوزن داغ با جت باعث انتشار رایحه‌ای شبیه به زغال‌سنگ می‌شود.

## سندیت و اعتبار جت
برخلاف شیشهٔ سیاه که در تماس سرد است، جت به دلیل رسانایی حرارتی پایین آن سرد نمی‌باشد. شیشه به عنوان جایگزین جت در اوج محبوبیت جت مورد استفاده قرار گرفت. زمانی که به این روش استفاده شد، آن به عنوان جت فرانسوی یا شیشهٔ واکسهال شناخته شد. ابونیت نیز به عنوان جایگزینی برای جت مورد استفاده واقع شد و در ابتدا بسیار شبیه به جت بود، اما با گذشت زمان منحل شد. در برخی موارد تکه‌های جت را با چسب مخلوط کرده و در جواهرات استفاده می‌کنند.